# Contea di Heishan
La contea di Heishan (黑山县S, HēishānP) è una contea della Cina, situata nella provincia di Liaoning e amministrata dalla prefettura di Jinzhou.